# Mister Heartbreak
Mister Heartbreak je druhé studiové album americké hudebnice Laurie Anderson. Vydalo jej v roce 1984 hudební vydavatelství Warner Bros. Records a jako producenti se na něm vedle Laurie Anderson podíleli také Bill Laswell, Roma Baran a Peter Gabriel. Mezi další umělce, kteří na album přispěli, patří kytaristé Adrian Belew a Nile Rodgers či spisovatel William Seward Burroughs. V žebříčku Billboard 200 se album umístilo na šedesáté příčce.

## Seznam skladeb
| Pořadí | Název           | Autor                              | Délka |
| ------ | --------------- | ---------------------------------- | ----- |
| 1.     | Sharkey's Day   | Laurie Anderson                    | 7:41  |
| 2.     | Langue d'Amour  | Anderson                           | 6:12  |
| 3.     | Gravity's Angel | Anderson                           | 6:02  |
| 4.     | Kokoku          | Anderson                           | 7:03  |
| 5.     | Excellent Birds | Anderson, Peter Gabriel            | 3:12  |
| 6.     | Blue Lagoon     | Anderson                           | 7:03  |
| 7.     | Sharkey's Night | Anderson, William Seward Burroughs | 2:29  |

## Obsazení
- Laurie Anderson – zpěv, synclavier, housle, píšťalka, vokodér, zvony, perkuse
- Bill Laswell – baskytara
- Adrian Belew – elektrická kytara
- Anton Fier – bicí
- Peter Gabriel – doprovodné vokály, zpěv, synclavier, perkuse
- David Van Tieghem – tibetská mísa, steelpan, elektronické bicí
- Daniel Ponce – perkuse
- Michelle Cobbs – doprovodné vokály
- Dolette McDonald – doprovodné vokály
- Brenda Nelson – doprovodné vokály
- Sang-Won Park – kajagum
- Connie Harvey – doprovodné vokály
- Janet Wright – doprovodné vokály
- Phoebe Snow – doprovodné vokály
- Atsuko Yuma – doprovodné vokály
- Nile Rodgers – kytara
- Bill Blaber – sopránsaxofon
- William Seward Burroughs – zpěv